# The Marías
 (février 2025).
Le contenu est difficilement compréhensible vu les erreurs de traduction, qui sont peut-être dues à l'utilisation d'un logiciel de traduction automatique.
The Marías est un groupe de pop indie américain originaire de Los Angeles, en Californie. Ils sont connus pour interpréter des chansons en anglais et en espagnol, ainsi que pour incorporer à leur musique des éléments tels que des percussions jazz, des riffs de guitare et des solos de cor. Leur formation principale se compose de la chanteuse principale María Zardoya et du batteur/producteur Josh Conway, du guitariste Jesse Perlman et du claviériste Edward James. Le groupe a sorti deux EP et deux albums studio, dont le dernier en date: Submarine en 2024.

## Histoire
Le groupe porte le nom de sa chanteuse principale, María Zardoya, née à Porto Rico et ayant grandi à Atlanta, dans l'état de Géorgie. Elle rencontre Josh Conway lors d'un spectacle au Kibitz Room, le bar/salle de concert du Canter's Deli à Los Angeles. Elle se produisait sur scène et il s'occupait du son. Ils ont commencé à s'écrire presque immédiatement après leur rencontre et ont ensuite commencé à sortir ensemble. Pour former le groupe ils firent appel à des amis proches: Edward James aux claviers et Jesse Perlman à la guitare.
On leur a offert l'opportunité de créer des chansons pour la télévision, ce qui leur a permis de travailler la sensation visuelle et sonore qu'ils recherchaient. Lorsque ces plans ne se sont pas concrétisés, ils ont utilisé leurs enregistrements pour réaliser un EP, intitulé Superclean
En 2018, ils ont collaboré avec Triathalon sur la chanson "Drip", sortie en single.
En 2020-2021, les Marías ont signé chez Atlantic Records. En septembre 2021, leur single « Hush » a atteint le sommet du classement Billboard Adult Alternative Airplay, devenant ainsi leur premier single à se classer en tête des charts.
Le premier album du groupe, Cinema (2021), a été nommé pour un Grammy Award dans la catégorie Meilleur album non classique. En 2022, le groupe part en tournée pour promouvoir Cinema et ouvre pour Halsey lors de sa tournée Love and Power Tour.
En 2022, ils ont collaboré avec Bad Bunny sur la chanson "Otro Atardecer" de son album Un Verano Sin Ti . En 2023, ils ont collaboré avec Cuco sur la chanson "Si Me Voy", qui est sortie en single, et aussi avec Tainy et Young Miko sur la chanson "Mañana" sur l'album Data de Tainy. Plus tard en 2023, ils ont collaboré avec Eyedress sur les chansons « Separate Ways » et « A Room Up in the Sky ».
En février 2024, les Marías ont publié une bande-annonce pour leur deuxième album  Submarine. En mars 2024 ils ont sorti le premier single de leur album, intitulé "Run Your Mouth", et ont également annoncé que Submarine sortirait le 31 mai 2024. En avril 2024, ils sortent le deuxième single de Submarine, "Lejos de Ti"  et dévoilent plus tard leur tracklist pour Submarine . Le 3 mai 2024, ils sortent deux singles simultanément : « No One Noticed » et « If Only ».
En septembre 2024, le groupe annonce assurer la première partie Billie Eilish lors de huit concerts entre le Canada et les Etats-Unis à l’occasion de la tournée « Hit me hard and soft Tour ».

## Influences
Maria Zardoya a déclaré que ses influences incluent la chanteuse Tejano Selena, Norah Jones, Sade, Nina Simone, Billie Holiday, Carla Morrison, Julieta Venegas, Erykah Badu et le cinéaste Pedro Almodóvar, tandis que Conway est plutôt influencé par Tame Impala, Radiohead, D'Angelo et les Strokes,.
Maria a déclaré que même si Josh n'avait pas été initié à la culture espagnole, le groupe était néanmoins ouvert à l'expérimentation de nouveaux styles, conduisant à la composition de plusieurs morceaux en espagnol.
| Cinema                                                                                              | - Sortie : 25 juin 2021 - Étiquette : Atlantique, Belle Vie - Formats : CD, LP, cassette, téléchargement numérique, streaming | 176 | 22 | 35 | —  |
| Sous-marin                                                                                          | - Sortie : 31 mai 2024 - Étiquette : Atlantique, Belle Vie - Formats : CD, LP, cassette, téléchargement numérique, streaming  | 17  | 4  | 6  | 12 |
| « — » désigne un enregistrement qui n'a pas été classé ou qui n'a pas été publié sur ce territoire. | |     |    |    |    |

### Pièces prolongées
| Titre              | Détails du PE                                                                                             |
| ------------------ | --- |
| Superclean Vol. je | - Sortie : 3 novembre 2017 - Étiquette : Superclean - Formats : LP, téléchargement numérique, streaming   |
| Superclean Vol. II | - Sortie : 28 septembre 2018 - Étiquette : Superclean - Formats : LP, téléchargement numérique, streaming |

### Singles

#### En tant qu'artiste principal
| "I Don't Know You"                                                                | 2017 | —  | —  | —  | —  | —  | —  | —   | —  | —  | —  |                                      | Superclean Vol. I  |
| "Cariño"                                                                          | 2018 | —  | —  | —  | —  | —  | —  | —   | —  | —  | —  |                                      | Superclean Vol. II |
| "Drip" (featuring Triathalon)                                                     | 2018 | —  | —  | —  | —  | —  | —  | —   | —  | —  | —  |                                      | -                  |
| "...Baby One More Time"                                                           | 2019 | —  | —  | —  | —  | —  | —  | —   | —  | —  | —  |                                      | -                  |
| "Out for the Night" (live)                                                        | 2019 | —  | —  | —  | —  | —  | —  | —   | —  | —  | —  |                                      | -                  |
| "Hold It Together" / "Jupiter"                                                    | 2020 | —  | —  | —  | —  | —  | —  | —   | —  | —  | —  |                                      | -                  |
| "Exit Music for a Film"                                                           | 2020 | —  | —  | —  | —  | —  | —  | —   | —  | —  | —  |                                      | -                  |
| "Care for You" / "Bop It Up!"                                                     | 2020 | —  | —  | —  | —  | —  | —  | —   | —  | —  | —  |                                      | -                  |
| "We're the Lucky Ones"                                                            | 2020 | —  | —  | —  | —  | —  | —  | —   | —  | —  | —  |                                      | -                  |
| "Hush"                                                                            | 2021 | —  | 37 | —  | —  | —  | —  | —   | —  | —  | —  |                                      | Cinema             |
| "Un Millón"                                                                       | 2021 | —  | —  | —  | —  | —  | —  | —   | —  | —  | —  | - RIAA: Platinum (Latin)             | Cinema             |
| "Little by Little"                                                                | 2021 | —  | —  | —  | —  | —  | —  | —   | —  | —  | —  |                                      | Cinema             |
| "In or In-Between" (Remix) (with Claud featuring Jesse)                           | 2021 | —  | —  | —  | —  | —  | —  | —   | —  | —  | —  |                                      | -                  |
| "Run Your Mouth"                                                                  | 2024 | —  | 49 | —  | —  | —  | —  | 49  | —  | —  | —  |                                      | Submarine          |
| "Lejos de Ti"                                                                     | 2024 | —  | 46 | —  | —  | —  | —  | —   | —  | —  | —  | - RIAA: Gold (Latin)                 | Submarine          |
| "No One Noticed" / "If Only"                                                      | 2024 | 22 | 4  | 85 | 53 | 69 | 50 | 154 | 25 | 53 | 45 | - RIAA: Gold - ARIA: Gold - MC: Gold | Submarine          |
| "No One Noticed" / "If Only"                                                      | 2024 | —  | —  | —  | —  | —  | —  | —   | —  | —  | —  |                                      | Submarine          |
| "—" denotes a recording that did not chart or was not released in that territory. |      |    |    |    |    |    |    |     |    |    |    |                                      |                    |

#### En tant qu'artiste vedette
| Titre                                                   | Année |
| ------------------------------------------------------- | ----- |
| "Si Me Voy" (Cuco featuring The Marías)                 | 2023  |
| «Separate Ways » (Eyedress featuring the Marías)        | 2023  |
| « A Room Up in the Sky» (Eyedress featuring the Marías) | 2023  |

### Autres chansons classées
| "Otro Atardecer" (avec Bad Bunny)                                                 | 2022 | 49 | 17 | —  | 20 | 21 | 19 | 17 | 21 | 24 | 28 | - PROMUSICAE: Platinum | Un Verano Sin Ti |
| "Sienna"                                                                          | 2024 | —  | —  | 33 | —  | —  | —  | —  | —  | —  | —  |                        | Submarine        |
| "—" denotes a recording that did not chart or was not released in that territory. |      |    |    |    |    |    |    |    |    |    |    |                        |                  |

### Apparitions en tant qu'invités
| Titre    | Année | Autre(s) artiste(s) | Album   |
| -------- | ----- | ------------------- | ------- |
| "Mañana" | 2023  | Tainy, jeune Miko   | Données |

### Remixes
| Titre                           | Année | Artiste         |
| ------------------------------- | ----- | --------------- |
| " Kyoto " (Remix de The Marías) | 2021  | Phoebe Bridgers |